# Malta Maritime Museum
Das Malta Maritime Museum zeigt die maritime Geschichte des maltesischen Archipels. Es befindet sich in der 1842–1845 für die Royal Navy erbauten Bäckerei in Birgu, die auf dem Gelände des ehemaligen Galeeren-Arsenals erbaut wurde. Die Geschichte der Ordensmarine und Malta als Mittelmeerstützpunkt der Royal Navy sind die Hauptthemen der musealen Präsentation. Das Museum wird von Heritage Malta betrieben.

## Gebäude

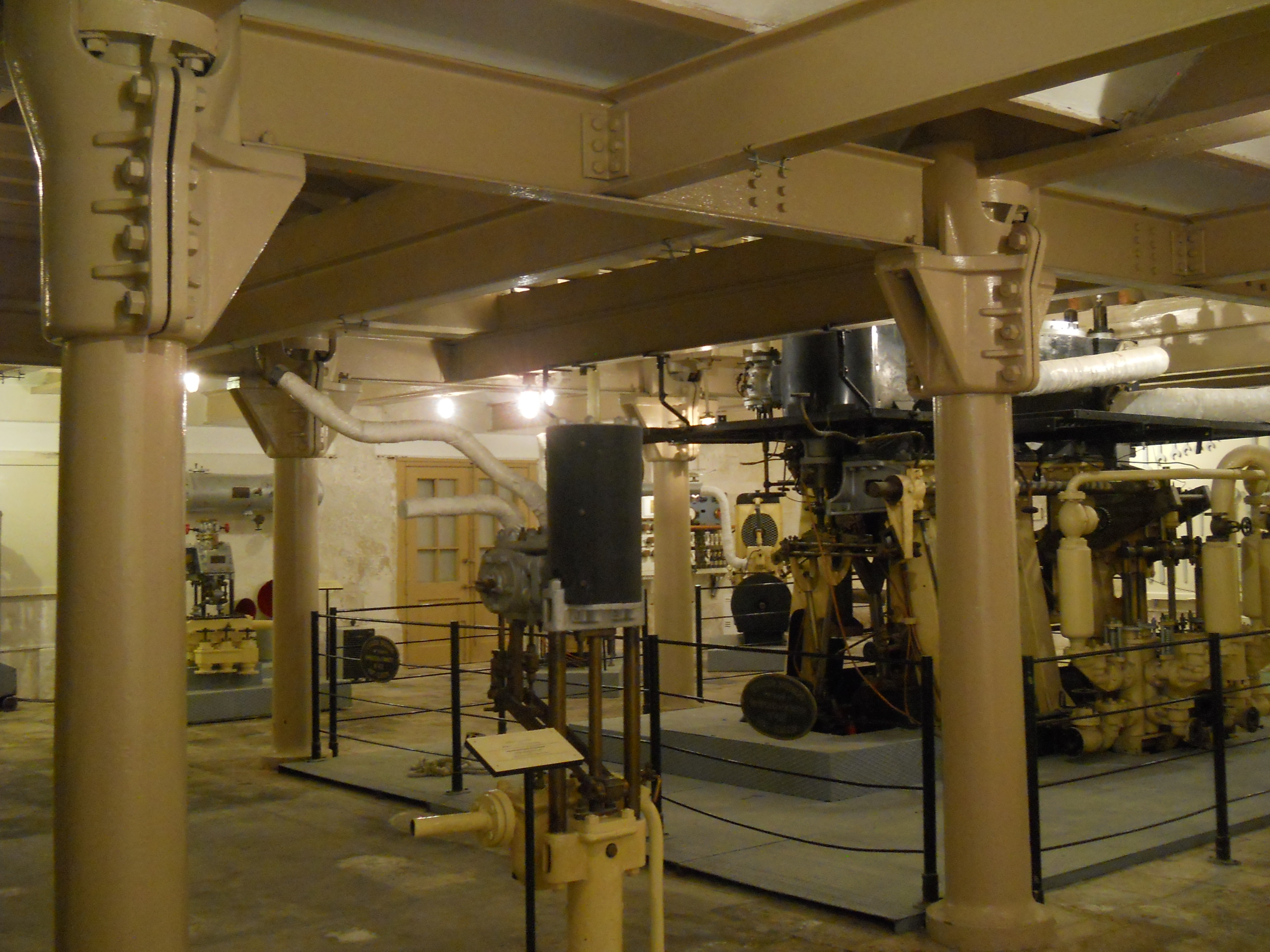
Anadrian-Hall. Deutlich sichtbar die Industriearchitektur des 19. Jahrhunderts.

Während der Ordenszeit befand sich an der Stelle des heutigen Museums das 1607 gebaute Arsenal für die Galeeren des Ordens. Es bestand aus drei überdachten Hellingen direkt am Dockyard Creek, bot somit den Rümpfen Schutz vor Witterungseinflüssen und ermöglichte ungestörte Arbeiten an den Schiffen.
Nach dem Ende der Ordensmarine 1798 wurden keine Galeeren mehr benötigt und die Royal Navy baute an Stelle des Arsenals die industrielle Bäckerei zur Verproviantierung der Schiffe des Stützpunktes Malta. Es ist heute das älteste Denkmal aus der Zeit der Industrialisierung auf Malta. Architekt William Scamp ließ sich in der Fassadengestaltung von Windsor Castle inspirieren. Erstmals auf Malta wurden die Deckenbalken nicht aus Holz, sondern aus Walzstahl und Säulen aus Gusseisen verwendet. Das Gebäude wurde von 1842 bis 1845 erbaut. Die Dampfmaschinen der Bäckerei, die für viele maschinelle Arbeitsprozesse benötigt wurden, arbeiteten das erste Mal am 10. April 1845; der reguläre Betrieb begann 1848. Als solche ist sie die letzte überlebende Anlage. Andere Anlagen wurden bis 1907 stillgelegt, nur die auf Malta arbeitete bis in die 1950er Jahre.
Das Uhrwerk von 1810 im Glockenturm ist das älteste auf Malta. Drei der vier Glocken wurden ebenfalls 1810 gegossen, die vierte von 1790 ist die älteste britische Glocke auf Malta.
Bei den Bombardierungen Maltas während des Zweiten Weltkrieges wurde das Gebäude stark beschädigt. Noch heute sind die Einschläge und Beschädigungen durch die Splitter an der Frontseite und an den Türmen zu sehen.

## Museum
Seit 1988 wurde mit dem Aufbau einer Sammlung begonnen. Dazu wurden passende Objekte aus der archäologischen Sammlung, dem Museum für Schöne Künste, der Waffensammlung der Großmeister und aus Ankäufen zusammengetragen. 1992 konnte das Museum eröffnet werden. 2006 konnte eine Ausstellungsfläche von 3000 m² genutzt werden und damit etwa 30 % der vorhandenen Fläche.

## Ausstellungsthemen

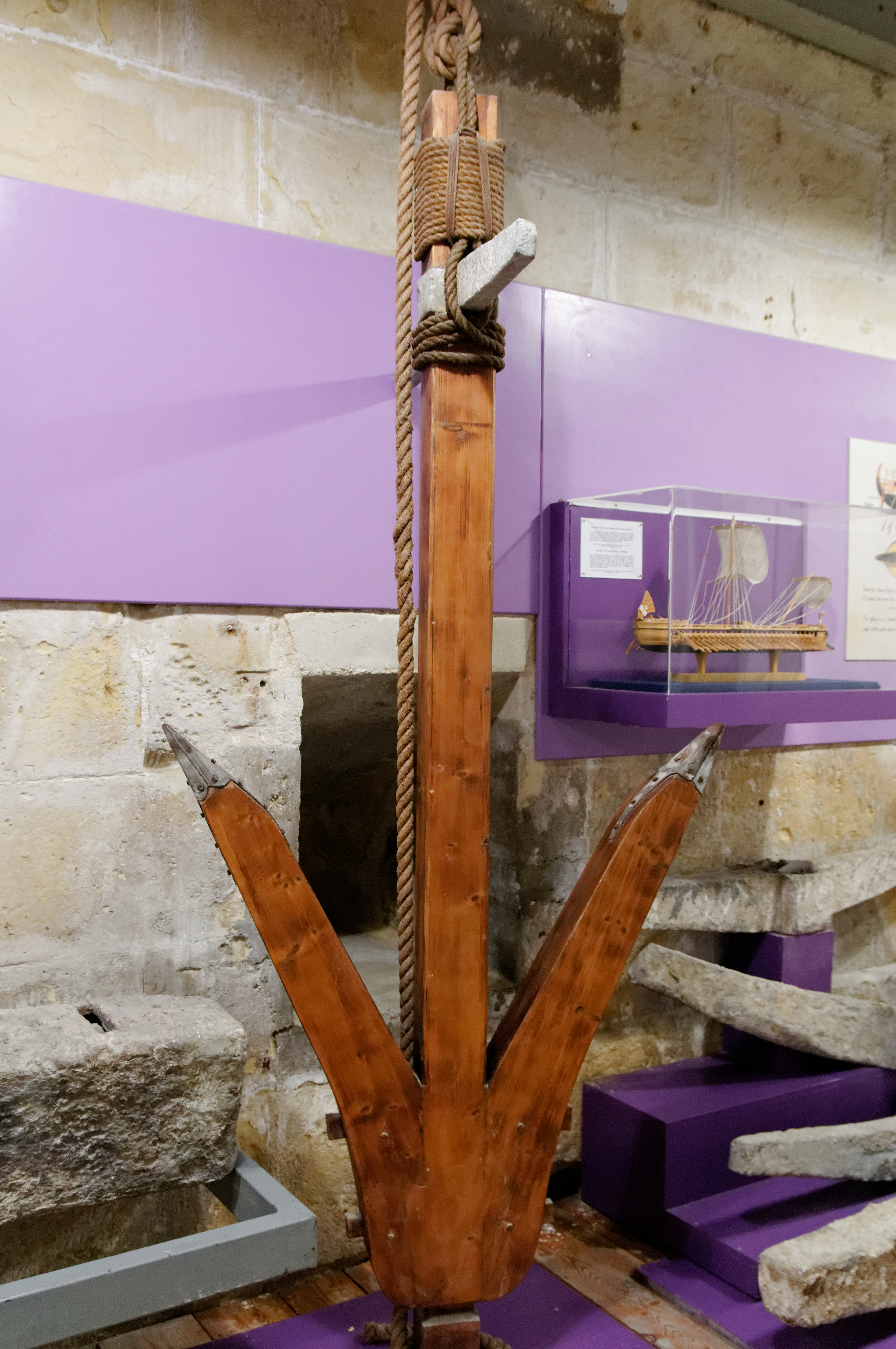
Rekonstruktion eines römischen Ankers

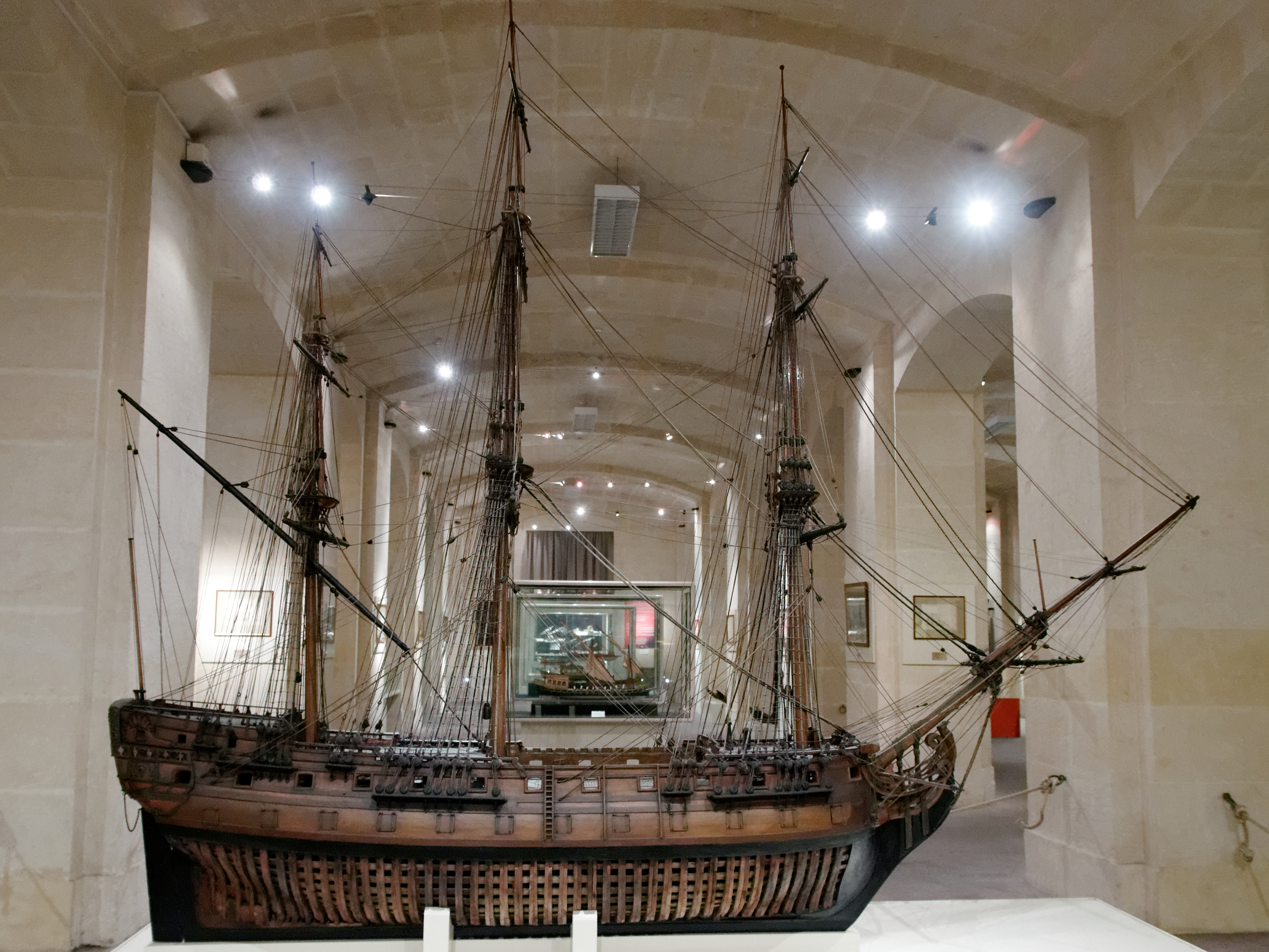
Schiffsmodell. Möglicherweise San Giacomo.

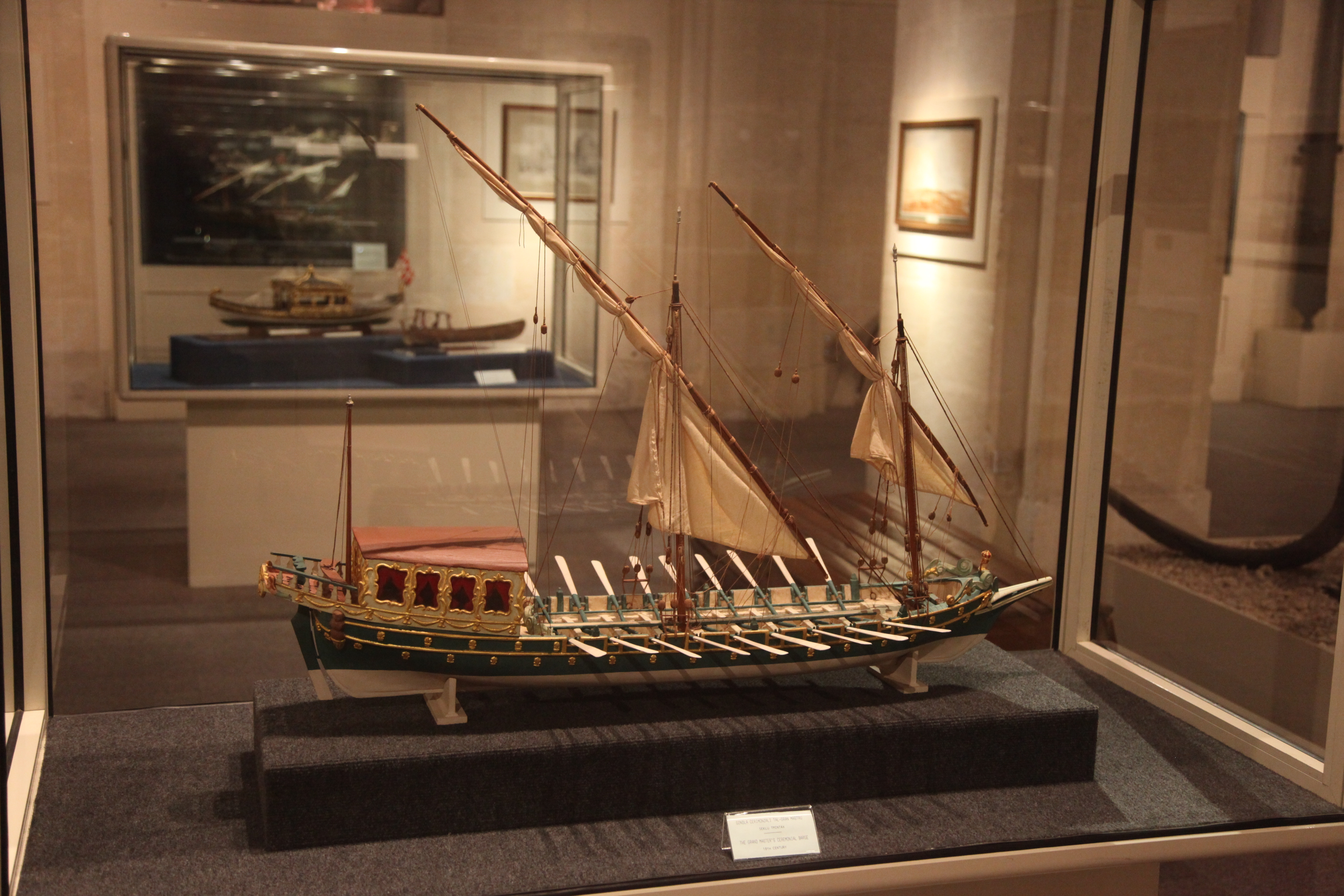
Modell einer Zeremonialbarke der Großmeister aus dem 18. Jahrhundert

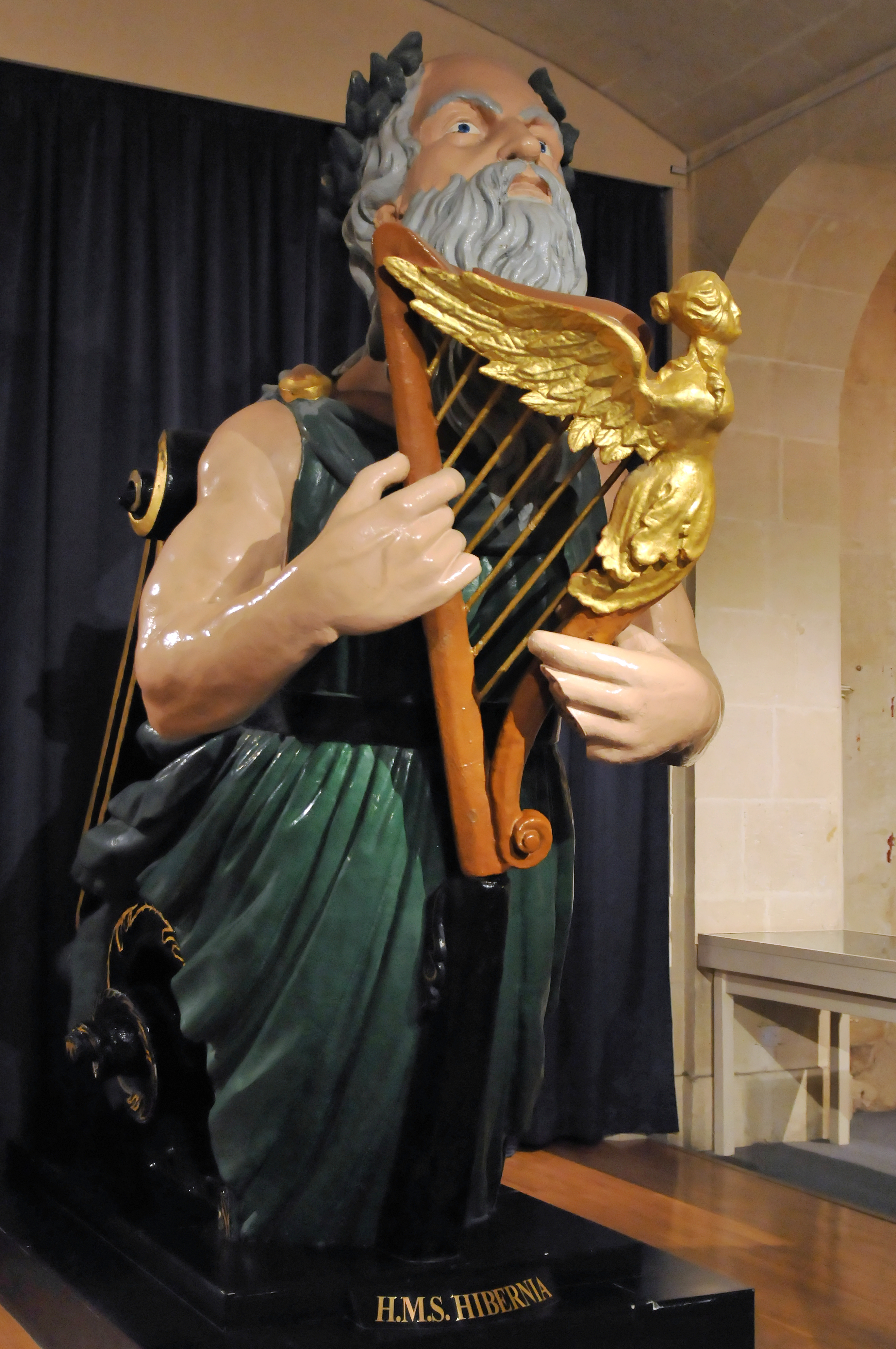
Galionsfigur der HMS Hibernia

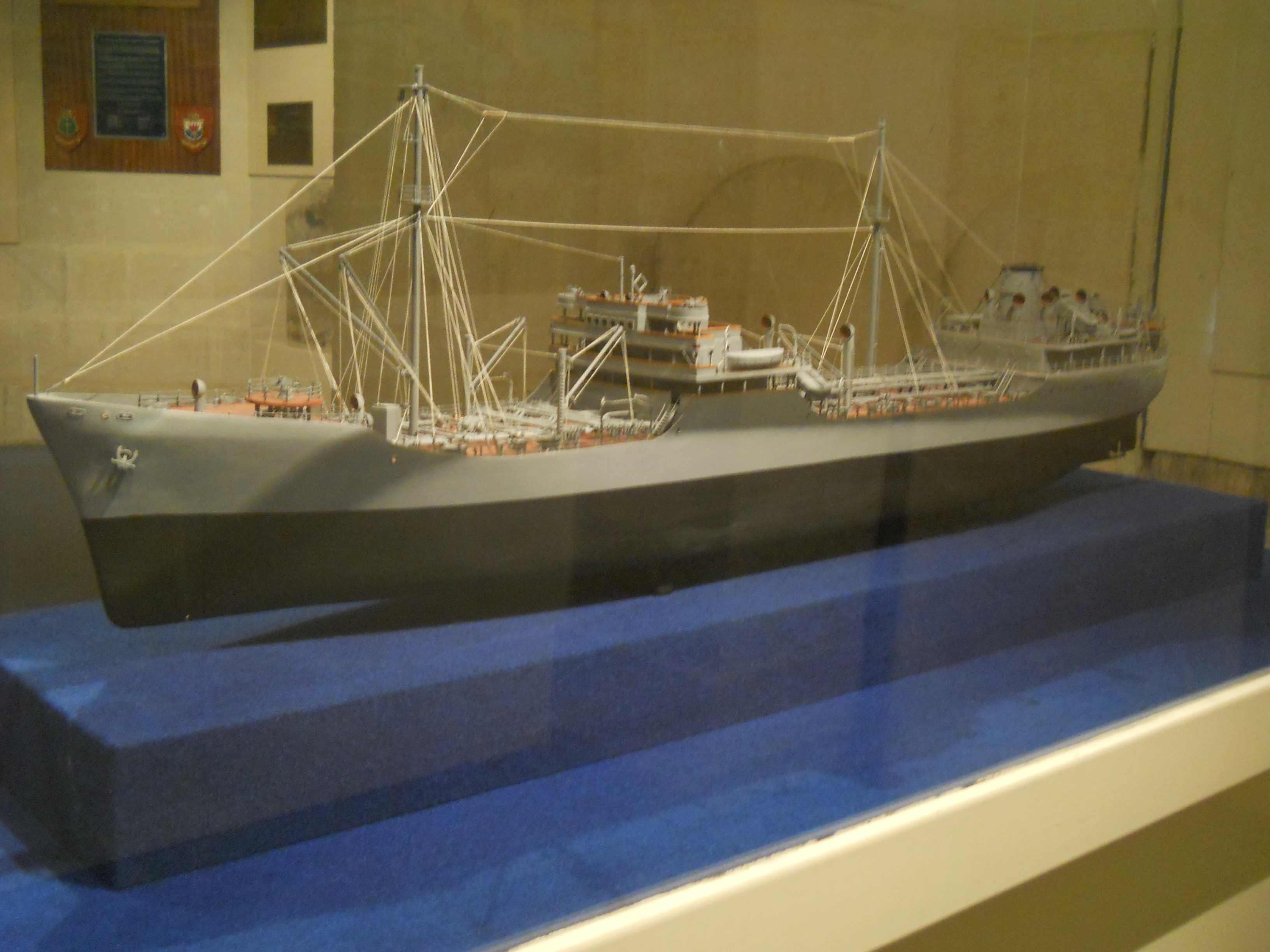
Modell des Tankers Ohio in Kriegsausrüstung

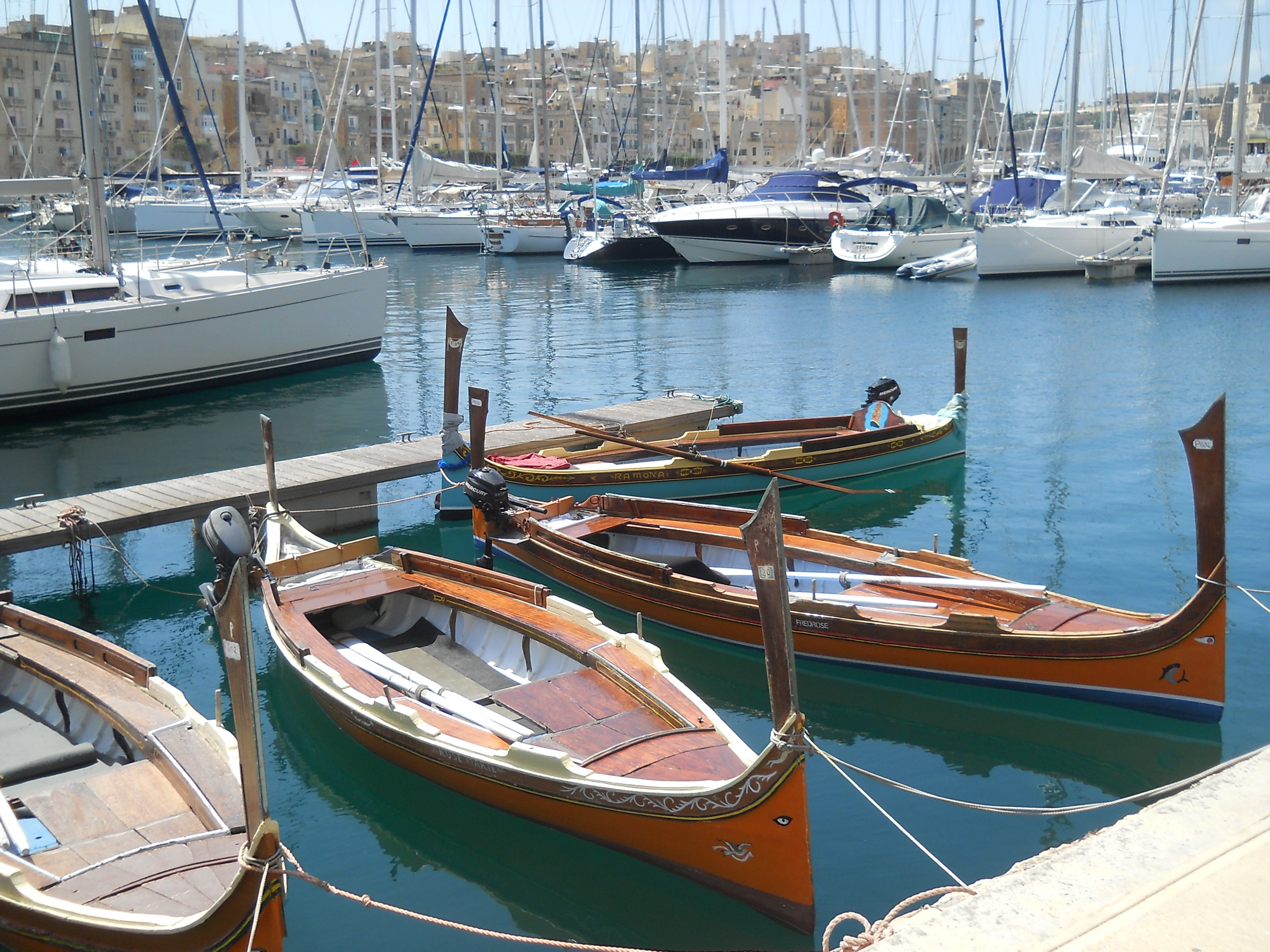
Traditionelle maltesische Fahrzeuge am Museumssteiger

### Antike
Die Stelle des heutigen Fort St. Angelo war bereits zu phönizischen Zeiten ein Kastell. Somit sind auch im Museum die für das Mittelmeer typischen antiken Gegenstände ausgestellt. Neben modernen Modellen antiker Fahrzeuge sind Amphoren, verschiedene Ankerarme aus Blei samt einer Rekonstruktion eines römischen Ankers präsentiert. Diese Funde aus den Gewässern des maltesischen Archipels verweisen auf die Bedeutung der Route, von Ägypten nach Rom an Malta vorbei, für die Getreideversorgung. Natürlich ist das Thema Schiffbruch (Apg 28,1–11 ) des Apostels Paulus auf der katholischen Insel ebenfalls dargestellt.

### Ordensmarine
Die Zeit ab 1530 gilt als erster Höhepunkt in der maltesischen Geschichte mit der Ankunft der Johanniterritter. Ein Gemälde mit der um 1530 größten Karacke St. Anna verweist auf dieses Ereignis. Zwei große Schiffsmodelle aus dem 18. Jahrhundert repräsentieren Linienschiffe der Ordensmarine. Lediglich im Sanctuarium-Museum in Żabbar existiert noch ein weiteres originales Modell eines Schiffes der Ordensmarine. Ein Modell in Spantkonstruktion in der Ausstellung ist das einzige dieser Art nach dem Vorbild der Navy Board Modelle auf Malta. Ebenfalls einzigartig ist das älteste Relingsgeschütz auf Malta, das neben den üblichen Kanonen aus Bronze und Gusseisen, Handfeuerwaffen und Blankwaffen gezeigt wird.
Während die Ordensmarine nur in den letzten 100 Jahren auch Segelschiffe nutzte, waren Galeeren immer Bestandteil der Flotte. In der Ausstellung wird eine nachgebaute Geschützstellung auf einer Galeere gezeigt, wie auch verschiedenen Formen und Größen von riemengetriebenen Fahrzeugen und auch Prunkfahrzeuge der Großmeister.
Zeitgenössische Gemälde und Graphiken zeigen Schiffe des Mittelmeeres und Gefechte gegen muslimische Fahrzeuge. Dazu gehören etliche Ex Voto, die nach überstandenen Gefahren auf See gestiftet wurden. Weitere Themen sind die Infrastruktur (z. B. Lagerhäuser und Hafeneinrichtungen), das Leben an Bord und die Nautik. Das Ende der Ordensmarine erfolgte mit der Eroberung Maltas durch die napoleonischen Truppen 1798. Ein Kriegsgefangenenmodell der Bucentaure dokumentiert diesen Zeitpunkt.

### Royal Navy
Mit der Eroberung Maltas 1800 beginnt die britische Periode bis 1979. In diesem Zeitraum war sie nach Gibraltar der wichtigste Stützpunkt der Royal Navy im Mittelmeer. In der Ausstellung ist neben der Rekonstruktion einer britischen Geschützstellung unter Deck eines Linienschiffes von 1805 (dem Zeitpunkt der Seeschlacht von Trafalgar) auch der vielen Umbauten im und am Grand Harbour für die Erfordernisse der Flotte gedacht. Dazu gehört auch die seit der Zeit der Johanniterritter übliche und in Europa vorbildliche medizinische Versorgung der Angehörigen der Flotte. Die ausgestellte drei Tonnen schwere Galionsfigur der HMS Hibernia von 1804 zeigt die Größe dieses Dreideckers sowie die langen Dienstjahre (1855 bis 1905) des Schiffes als Stationsschiff in Malta. Es hat maßgeblich die Ansicht des Hafens geprägt und war zudem eines der letzten Segelkriegsschiffe auf Malta. Dem Untergang der HMS Victoria 1893 wird in zahlreichen Dokumenten gedacht, bei dem 358 Menschen, einschließlich etlicher Malteser, verunglückten. Auf den indirekten Einfluss der Anwesenheit der Royal Navy auf Malta, macht eine nachgestellte Bar aufmerksam. Die Portalverkleidung einer ehemaligen Kneipe mit Speisemöglichkeiten aus Senglea ist der Eingang zu einem mit Andenken, Wappenplaketten und historischen Fotos ausgestatteten Raum, der das Gefühl für eine dieser ehemaligen und weitverbreiteten Lokalitäten für Seeleute auf Malta vermittelt. Zahlreiche Uniformen, Ausrüstungs- und Alltagsgegenstände aus den verschiedenen Epochen des 19. und 20. Jahrhunderts sind vorhanden. Neben den einfachen Uniformen und Bekleidungen der Matrosen wirken die Admiralsuniformen des 19. Jahrhunderts besonders repräsentativ.
Während Malta im Ersten Weltkrieg als The Nurse of the Mediterranean (Die Krankenschwester des Mittelmeeres) galt und vom eigentlichen Kriegsverlauf verschont blieb, erlebte es im Zweiten Weltkrieg die so genannte Zweite Belagerung. Durch die Bombardierungen waren besonders der Hafenbereich und Senglea betroffen. Um das Modell der Ohio herum werden diese Ereignisse mit Bildmaterial, Uniformen und Waffen dokumentiert.

### Weitere Themen
Dass die Luzzu nicht der einzige heimische Fahrzeugtyp Maltas war, erfährt man durch die modernen Modelle, die auch den Bootsbau veranschaulichen. Neben den kleineren Typen finden sich zudem größere Modelle wie auch Galeeren und Prunkbarkassen. Bekannte Typen sind die Schebecke, die Speronara und das Gozo-Boot. Weniger bekannt sind die Dgħajsa, Ferilla oder auch Kajjik.
Die Entwicklung der Navigation verdeutlicht ein umfangreiches Arsenal an Messinstrumenten, Lehrbüchern und Manuskripten, Seekarten und Gemälden von Navigatoren und Lotsen. Die Sammlung des Museums besticht durch Instrumente aus dem 16. Jahrhundert und erinnert an die frühe Gründung einer Navigationsschule bereits im 18. Jahrhundert.
Selbstverständlich hat die maritime Entwicklung nicht mit dem Abzug der Briten aufgehört. So werden auch Maschinen, Antriebsteile und Zubehör von modernen Fahrzeugen in der Anadrian-Hall gezeigt. Dabei passt sich die Ausstellung der Industriearchitektur des 19. Jahrhunderts des Gebäudes an.
Zum Museum gehören eine Bibliothek, Restaurierungswerkstätten, Depots und ein eigener Bootsanleger mit historischen Fahrzeugen direkt vor dem Museum.